# Савин, Иван Павлович
Иван Павлович Савин (1902, дер. Луки, Сенская волость, Печорский уезд, Псковская губерния — 1960) — крестьянин, депутат Верховного совета СССР 1-го созыва.

## Биография
Родился в бедной крестьянской семье, окончил земскую школу. С 1920 по 1944 годы деревня, в которой он жил, входила в состав Эстонии.
После установления в Эстонии советской власти в 1940 году вступил в Коммунистическую партию, стал секретарём Лукинской партийной организации. 12 января 1941 года в результате довыборов избран депутатом Верховного совета СССР 1-го созыва от Печорского избирательного округа Эстонской ССР. В том же году стал председателем вновь созданного местного колхоза имени Парижской коммуны. Делегат IV съезда КП(б) Эстонии.
Участник Великой Отечественной войны, воевал в звании офицера.
Умер в 1960 году.